# Castro Supreme
Castro Supreme (ur. 24 stycznia 1976 w Nowym Jorku) – amerykański aktor pornograficzny i model.
Występował w produkcjach pornograficznych heteroseksualnych, biseksualnych, homoseksualnych i transseksualnych.

## Kariera w branży porno
W szkole średniej jego pasją była koszykówka i piłka nożna. W wieku 26 lat rozpoczął karierę zawodową w branży pornograficznej. Debiutował pod pseudonimem Castro w realizacji Coco Boyz Castro 1: Behind the Photoshoot (2002). Kiedy rozpoczął współpracę z Pitbull Productions w Nowym Jorku, zmienił nazwisko z Castro na Supreme. Jego nowy pseudonimem wymyślił brat bliźniak. Od 2013 występował pod pseudonimem Castro Caliente.
Pozował jako fotomodel dla gejowskich magazynów: „Inches” (w październiku 2005 i we wrześniu 2006), „Black Inches” (we wrześniu 2005, w styczniu 2007 i lipcu 2007) i „Latin Inches” (w maju 2007). Jego zdjęcia prezentowane były wydawnictwach Adam Gay Video: 500 największych gwiazd porno na świecie i Kalendarz gwiazd XXX na rok 2007. Wziął udział w trzech seriach Pitbull Productions: Take 'Em Down (2004–2005), Love of the Dick (2006–2007) i New Thug City (2009), następnie Bang Bros Productions – Monsters of Cock (2007–2011) i Diesel Dongs (2007–2011), Big Daddy It’s Gonna Hurt (2011–2014) i Pulse Distribution Monstercock Tranny Takeover (2015–2017).
W listopadzie 2017 znalazł się na czternastym miejscu w rankingu „20 najlepszych aktorów gejowskich filmów pornograficznych Pornhub w 2016”. W lipcu 2023 zajął czwarte miejsce w rankingu „Top 15+: Najpopularniejsze i najlepsze męskie gwiazdy porno 2023”, ogłoszonym przez portal Call Girls in Karolbagh, przed takimi aktorami jak Charles Dera, Xander Corvus, Manuel Ferrara, James Deen, Johnny Castle i Steve Holmes.

## Nagrody i nominacje
| Rok  | Nagroda       | Kategoria                              | Film                    | Inni wykonawcy | Rezultat  |
| ---- | ------------- | -------------------------------------- | ----------------------- | -------------- | --------- |
| 2009 | Blatino Award | Najbardziej znana gwiazda porno        | –                       | –              | Wygrana   |
| 2013 | Tranny Award  | Najlepsza scena                        | 1 Trick 2 Treats (2013) | Ramon i Vanity | Nominacja |
| 2014 | AVN Award     | Najlepsza scena seksu transseksualnego | I Kill It TS 2 (2012)   | Ramon i Vanity | Nominacja |
| 2014 | Tranny Award  | Najlepsza scena                        | I Kill It TS 8 (2014)   | Ramon i Vanity | Nominacja |
| 2015 | AVN Award     | Najlepsza scena seksu transseksualnego | I Kill It TS 8 (2014)   | Ramon i Vanity | Nominacja |